# Simon-Nicolas-Henri Linguet
Simon-Nicolas-Henri Linguet, né le 14 juillet 1736 à Reims et guillotiné le 27 juin 1794 à Paris, est un homme de lettres, journaliste européen, théoricien de la politique, sociologue, historien, économiste, dramaturge, consultant indépendant auprès des gouvernements européens, avocat radié du barreau et propriétaire terrien. Opposé aux philosophes, aux jansénistes, et surtout au libéralisme économique, il dénonça avec virulence les conséquences pour les classes laborieuses. Il a constamment fait valoir son indépendance intellectuelle dans une société où, à ses yeux, triomphaient les coteries et les réseaux. 
Dans sa carrière tumultueuse, ce « pourfendeur né de la pensée unique de son temps » a très souvent manié la provocation, l'ironie, l'impertinence et en a gagné de nombreux adversaires et une légende noire.

## Biographie

### Famille
Il est l'un des fils de Jean Linguet, d’origine ardennaise, « maître es arts » et universitaire de talent, professeur et sous-principal du collège de Navarre en 1731. Les sympathies jansénistes de Jean Linguet le contraignent à l'exil par lettre de cachet. Se devant tenir à vingt lieues de la capitale, il achète la charge de greffier de l'élection à Reims, où il fut contraint  en raison de ses sympathies envers les convulsionnaires. Il épouse en 1734, Marie Louis, rémoise, fille du procureur du présidial de Reims et descendante de Nicolas Bergier. Le revers de fortune de son père, victime d'un « despotisme exileur(sic) » devait marquer le jeune homme et lui laisser un pesant héritage. Affaibli, son père décède d'une attaque en 1747.

### Études et formation intellectuelle
Élève brillant, Linguet entreprend ses études à Paris au collège de Beauvais. Prodige en thème et en version, en latin comme en grec, ses connaissances en mathématiques lui ouvrent les portes de l'école préparatoire des Ponts-et-Chaussés. Mais il abandonne brusquement sa formation et s'engage comme coursier du duc de Deux-Ponts. Il voyage en Pologne mais doit rentrer en France pour une accusation de cheval volé. De retour à Paris, il embrasse la carrière des lettres avec le poète Dorât avec lequel il se brouille pour une affaire de 100 ou 200 louis qu'il lui aurait dérobés. Il livre quelques recueil de vers publiés par Fréron, une comédie et un ouvrage historique, Le Siècle d'Alexandre. Il ne parvient pas à entrer à l'Académie française et devient, avec Fréron, l'adversaire des philosophes. Linguet quitte à nouveau Paris et se décide à rejoindre le prince de Beauvau, qui commande les troupes en Espagne, en tant qu'"aide de camp du génie". Il y apprend l'espagnol, s'enthousiasme pour le théâtre espagnol et traduit Calderón et Lope de Vega. Il quitte le prince de Beauvau dès 1763, lorsque le contingent espagnol est rappelé pour instaurer la paix. Un temps à Lyon, Linguet rêve de devenir industriel et de monter une grande usine pour exploiter son invention de savon à froid. Mais il renonce à cette idée et passe aux Pays-Bas. Voyageant « en philosophe, à la manière de Thalès ou de Platon » s'installe ensuite quelque temps à Abbeville où il tente de renouer avec la carrière des lettres. Donnant des cours de mathématiques, précepteur des enfants de M. Douville de Maillefeu, il profite de son séjour pour rédiger un traité de navigation sur la Somme et un traité sur la Nécessité d'une réforme dans l'administration de la justice (1764). La même année, il se prend au jeu de la littérature judiciaire et rédige un essai sur la Dime royale dans lequel il condamne notamment la corvée. A la fin de l'année 1764, il envisage d'embrasser la carrière d'avocat.

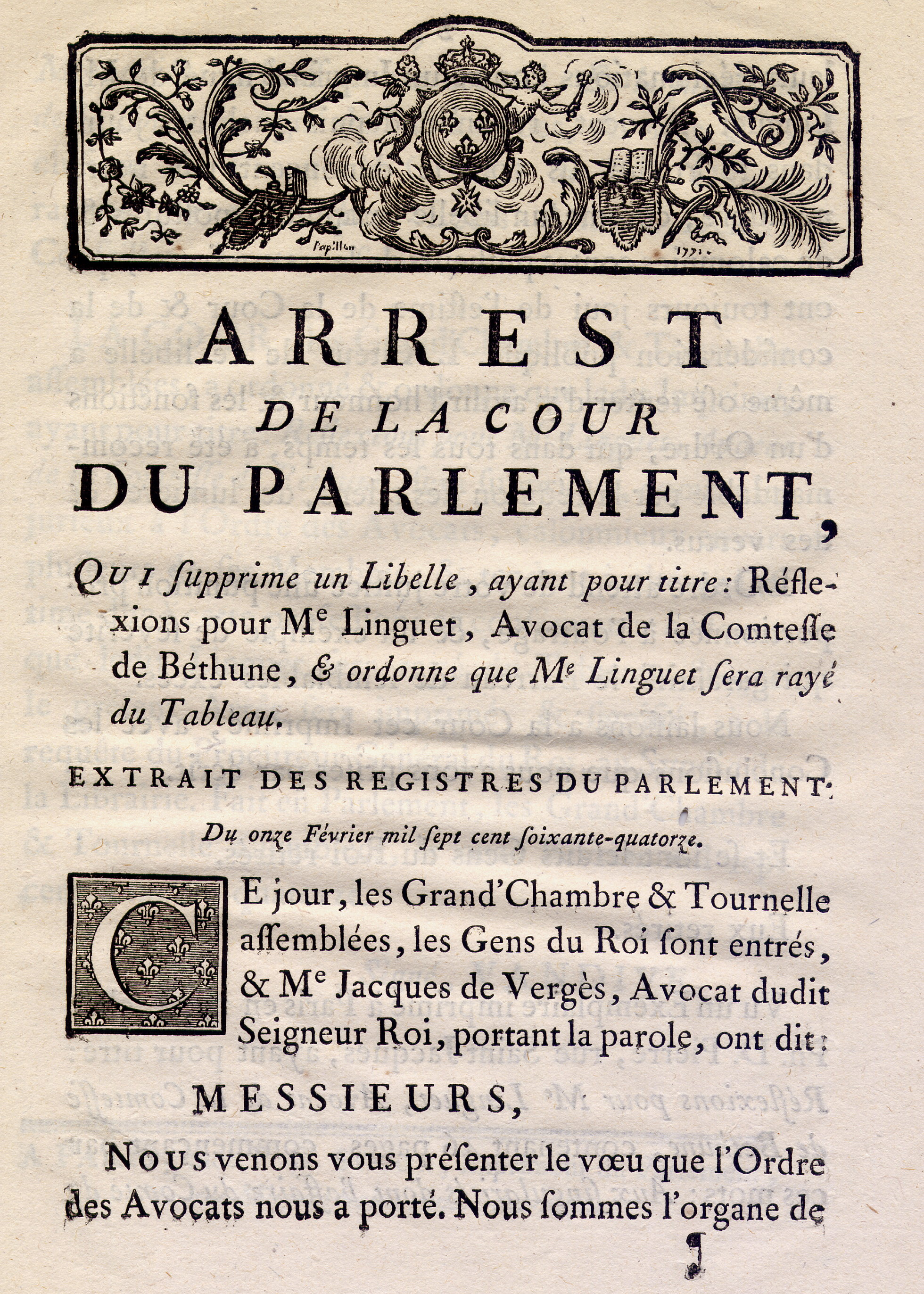
Arrêt du Parlement, 11 février 1774 qui supprime un libelle de Linguet et le raye du Tableau, signé Nicolas Félix Vandive. Page 1

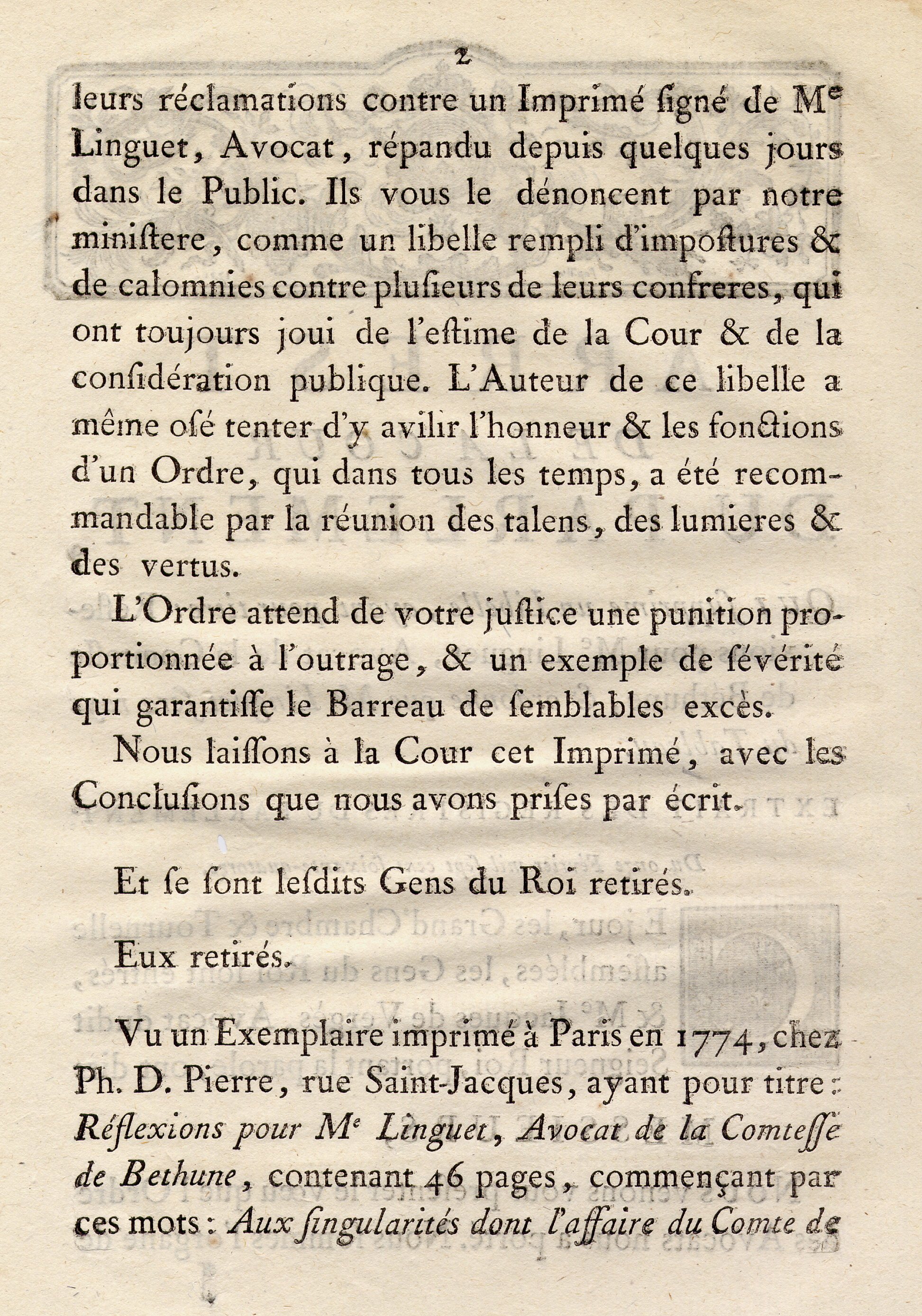
Page 2.

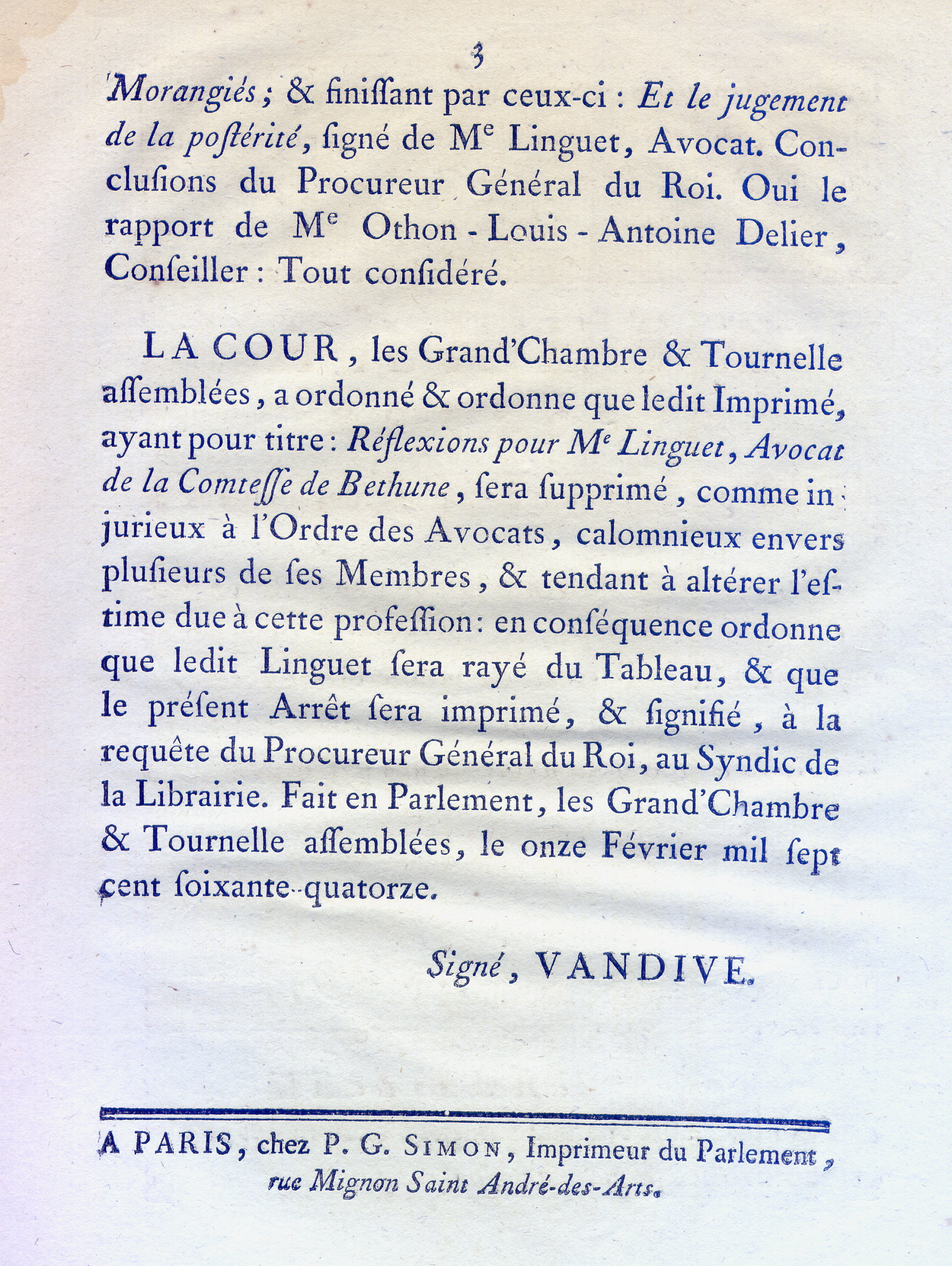
Page 3

### Un avocat controversé
Tout au long de ses dix années de carrière d'avocat et au-delà, notamment dans ses mémoires judiciaires largement publiés, Linguet développe une approche qui lui permet de lier le droit de propriété de ses clients aux principes des droits civils, qu'il développe dans une conception globale de la propriété. Il s'illustre dans la défense du chevalier de La Barre et de ses coaccusés en 1766. Les clients affluent et Linguet fait appel à des secrétaires dont  François de Neufchâteau. En 1770, le duc d'Aiguillon fait appel à ses services lors de son procès contre le Parlement de Bretagne qui l'accuse d'abus de pouvoir. Linguet saisit l'occasion pour présenter une argumentation énergique en faveur du programme royal visant à centraliser et rationaliser l'administration, qu'il considère comme un élément crucial du processus de modernisation politique du royaume. L'ouvrage qui défend le sentiment national face à une loyauté régionale, est condamné à être lacéré et brûlé en place publique par le Parlement de Bretagne.  
Le procès du comte de Morangiès contre les Verron en 1772 est l'un de ceux qui ont fait couler beaucoup d'encre. Pendant cette affaire, qui dure près de deux ans, Voltaire est à ses côtés pour défendre l'aristocrate prévenu d'escroquerie. Lors du procès en appel, son client remporte une victoire définitive ce dont Voltaire le félicite chaleureusement. Il défend des causes célèbres, celle du marquis Louis de Gouy d'Arsy en 1771, de Cassier de Bellegarde et de Jean Joseph Carrier de Montieu en 1773 et de la comtesse de Béthune en 1774. 
Lors de la dissolution du parlement de Maupeou en 1774, Linguet se trouve dans le camp des perdants. Il est la cible d'amères attaques professionnelles, politiques et personnelles, notamment celles de son confrère Jean-Baptiste Gerbier. Sa dernière affaire lui vaut d'être rayé du barreau par un arrêt du 11 février 1774 après dix ans d'exercice dans le droit, en raison de son attitude déloyale, ses provocations incessantes et de son mépris à l'égard de ses collègues.
« Fougueux, caustique, sarcastique, il se fit partout des ennemis, accusant les uns et les autres à tort et à travers. Il prétendait que le bâtonnier des avocats déclamait contre le droit romain. Ses ennemis lui rendirent la pareille et l'on rapporta à son sujet la spirituelle charade :
Mon premier sert à pendre
Mon second mène à pendre
Mon tout est à pendre ».

### Un journaliste politique
Quelques mois après sa radiation du barreau, Linguet débute, à 38 ans, une carrière de journaliste. Il est tout d'abord  le rédacteur de la feuille hebdomadaire d'un éditeur entreprenant, Charles-Joseph Panckoucke, la Gazette de littérature, des sciences et des arts. A la fin de l'année 1774, il obtient un privilège pour la publication d'un Journal de politique qu'il fusionne avec la Gazette pour donner naissance au Journal de politique et de littérature. On y trouve les actualités des cours étrangères, les parutions littéraires et scientifiques. Linguet y rédige surtout de véritables pamphlets contre les physiocrates, y dénonce le sectarisme borné de l'Académie et la démagogie intéressée des philosophes. Ce journal reprend également des événements comme les funérailles de Ruis-Embito. Quelques mois plus tard, Linguet doit quitter son poste, du fait de ses attaques virulentes envers les membres de l'Académie française et sous la pression ministérielle de Vergennes et de Miromesnil. Il est remplacé par l'un de ses principaux ennemis, l'académicien Jean-François de La Harpe. 
Après s'être aliéné le pouvoir et les institutions littéraires, il s'exile volontairement à Londres, d'où il lance, en mars 1777, les Annales civiles, politiques et littéraires. Il y poursuit sa croisade contre la « secte cabalante [sic] de l'Encyclopédisme » et l'Académie. Les Annales acquièrent le statut de journal politique pré-révolutionnaire le plus influent et l'entreprise éditoriale enrichit considérablement le journaliste le plus lu en Europe.  Les annonces d'un conflit franco-anglais, le conduisent aux Pays-Bas autrichiens, à Bruxelles, d'où il poursuit son aventure journalistique. Mais, attiré à Paris en septembre 1780, il est aussitôt incarcéré. Emprisonné à la Bastille de 1780 à 1782, il regagne l'Angleterre à sa libération. Il y renoue avec les Annales et publie une dénonciation de ses conditions d'incarcération, dans Mémoires sur la Bastille et sur la détention de M. Linguet, écrits par lui-même (Londres, Spilsbury, 1783)  ouvrage qui fait sensation et ne devait pas être oublié en 1789. 
L'année suivante, il mène campagne pour la réouverture des bouches de l'Escaut. Le gouvernement autrichien, ravi, lui accorde des lettres de noblesse et arrange son retour en France en 1786. Protégé par Joseph II comme par Louis XVI qui goûte son style journalistique, il rentre en France, avec l'aura d'un héros populaire. 
Il soutient la réforme de la justice, en date du 8 mai 1788, réalisée par Lamoignon et Loménie de Brienne qui réduisent les pouvoirs des Parlements au profit d'une « Cour plénière ».

### Un acteur de la Révolution
Après un séjour dans les Pays-Bas révoltés en 1789 où il est incarcéré un temps comme soutien des vonckistes, il rentre en France. Auteur d'un Mémoire contre le pouvoir arbitraire (1789), il s'enthousiasme pour les événements de juillet. Linguet renoue avec son métier de journaliste et la rédaction de ses Annales. 
Pendant la Constituante, Linguet soumet plusieurs pétitions éloquentes, dont une à l'Assemblée pour défendre les habitants de Saint-Domingue contre les « tyrans blancs » en 1791. Il y propose également un projet pour légitimer le divorce. À la Législative, il lance des accusations contre le ministre de la Marine Molleville.
Membre du Club des Cordeliers en mai 1790 pendant un bref moment, il échoue à la députation. Il est l'adversaire de Barnave et entre en relation avec Danton, Robespierre et Camille Desmoulins. Ce dernier voue une grande admiration pour l'auteur des Annales qui apparaît à ses yeux comme un patriarche de la cause révolutionnaire, « le seul écrivain périodique qui dans le temps de la servitude d’Égypte osa dire aux Pharaons quelques vérités hardies et qui joignit le courage au talent du plus grand écrivain ». Brissot dont l'admiration pour Linguet touchait à la dévotion avant 1789, le dénonce comme un pseudo-révolutionnaire. Linguet soutient la Révolution, défend le peuple affamé mais se montre méfiant face aux révolutionnaires. Il suspend la rédaction de ses Annales en août 1791.
Au milieu de l'année 1792, découragé de pas recevoir d'oreilles attentives à ses propositions de réformes économiques et sociales, Linguet abandonne la vie publique et se retire sur ses terres du château de Marnes-lès-Saint-Cloud. Il est élu maire en octobre 1792 et mène une existence tournée vers la philanthropie. Il fait planter des pommes de terre et distribue les récoltes aux citoyens sans ressources, en dépit de l'opposition véhémente. Suspecté dès le mois d'août 1792, il est arrêté en septembre 1793, quelque temps après la proclamation de la loi des suspects et incarcéré à la prison de la Force. Malade, il est transféré à la Maison Belhomme. Les motifs d'accusation sont la publication d'articles élogieux dans son journal avant la Révolution afin d'obtenir des gratifications de monarques étrangers. Des lettres trouvées dans l'Armoire de fer, datant de 1784, le compromirent bien qu'antérieures à la Révolution. Il est jugé neuf mois plus tard, condamné et guillotiné le même jour, le 9 messidor an II (27 juin 1794) pour « avoir encensé les despotes de Vienne et de Londres ». Il est inhumé au cimetière de Picpus.

## Pensée et œuvres

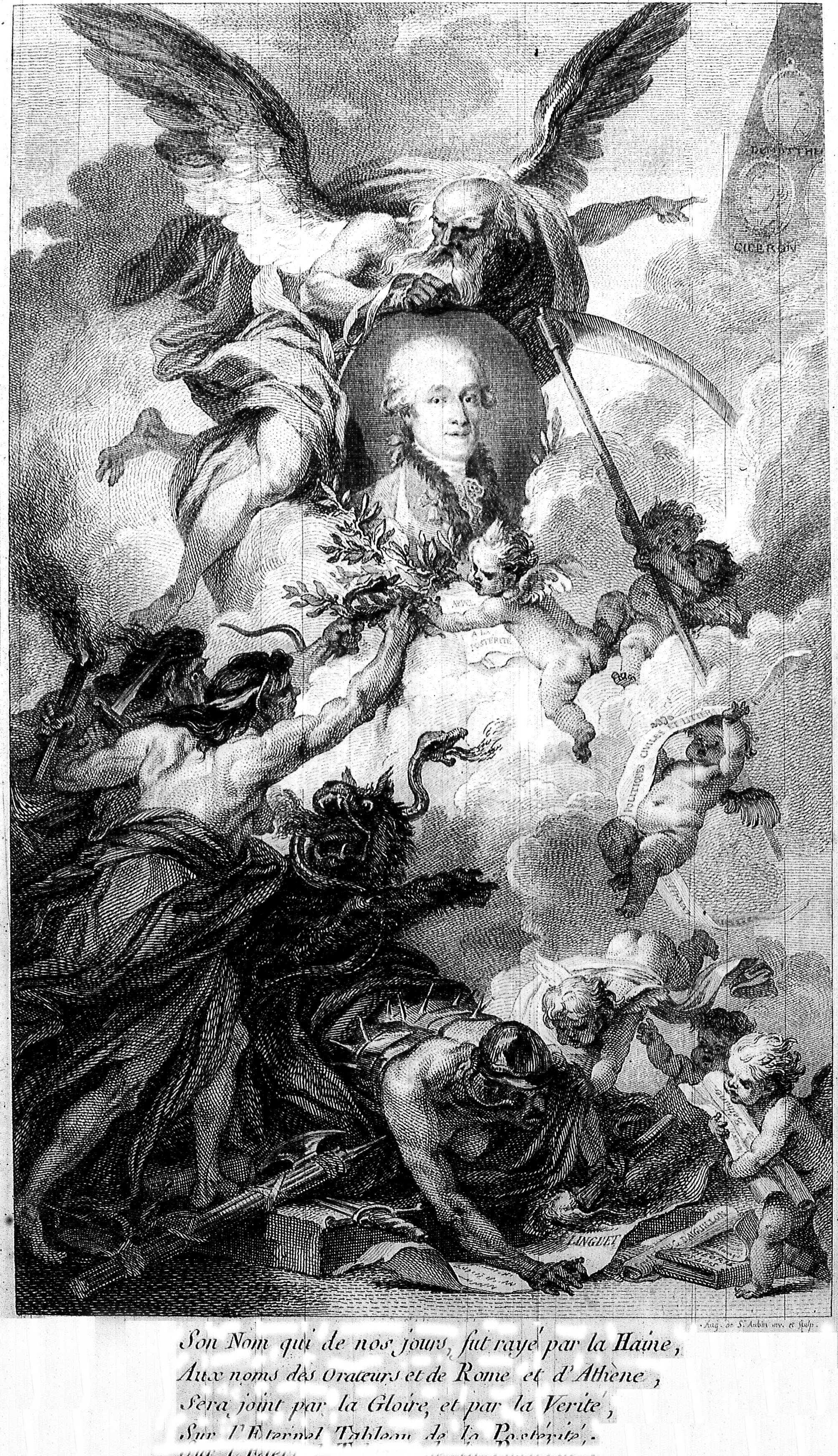
Représentation de Linguet.

Il compte parmi les commentateurs politiques français les plus fascinants et les plus prolifiques de la fin du XVIIIe siècle. Sa Théorie des lois civiles (1767), en apparence une réfutation de Montesquieu, propose en réalité l'une des analyses politiques les plus subversives de l'époque. Sa pensée, complexe et parfois contradictoire en apparence, est alimentée par une ambivalence envers le pouvoir, la justice et la légitimité de la monarchie française. Il a ainsi pu soutenir que les travailleurs libres de son siècle étaient moins bien lotis que les esclaves dans une économie de marché et que les despotismes asiatiques protégeaient mieux les indigents que les pouvoirs publics européens.
À travers ses Annales politiques, il a souvent exprimé des critiques cinglantes envers l'esprit du temps, notamment les idéaux politiques des philosophes.  Bien qu'il ait fait l'éloge de Joseph II , il a également soutenu la révolution brabançonne. Tout en dénonçant le « despotisme » de l'Ancien Régime, il se montre méfiant envers le « peuple » en révolution. En tant qu'opposant du « parti philosophique », ses écrits sont marqués par un radicalisme sans compromis. Derrière son apparence de fatalisme réactionnaire, Linguet avance l'idée que le droit et les institutions sociales, au lieu de garantir la liberté, légitiment l'injustice. Son opposition aux physiocrates découle d'un populisme radical qui le pousse à critiquer les auteurs "à système" pour leur tendance à discuter de l'humanité tout en négligeant les souffrances des individus réels. Dans les années 1770 et 1780, Linguet met en garde contre le risque d'un "laisser-faire" systématique qui conduirait à un affrontement entre la masse de travailleurs sans emploi et un État policier oppressif, situation dont pourrait émerger « quelque Spartacus nouveau, enhardi par le désespoir, éclairé par la nécessité, appelant les camarades de son infortune à la véritable liberté. »
Du fait de ses compétences juridiques, Linguet a développé des idées souvent perçues par ses contemporains au pouvoir comme rétrogrades, mais elles possédaient un potentiel révolutionnaire sans doute plus grand que celles des philosophes. Bien qu'il ait été accusé de collusion avec la monarchie et finalement guillotiné, on peut le considérer comme un curieux contre-révolutionnaire défendant un égalitarisme proche du babouvisme. Ainsi, plutôt que de le classer simplement parmi les partisans de la réaction, il est plus juste de le rapprocher de Rousseau ou même de le considérer comme l'un des précurseurs de Marx.

## Un esprit visionnaire?
Dans les Mémoires secrets pour servir à l'histoire de la République des Lettres en France depuis 1762 jusqu'à nos jours il est cité comme ayant proposé « d'établir sous terre des conducteurs électriques en fil de fer doré...(reliant des appareils) très propres à transmettre d'un lieu à l'autre, même à une distance considérable, des avis fort détaillés ». Il peut être vu dans ce dispositif un ancêtre du télégraphe électrique comme celui de Morse.

## Hommages
Une rue de Reims est nommée, en 1841, Rue Linguet en lieu et place des anciennes rues du Pied-de-Bœuf, des Bouchers et Monginglon réunies.

## Principaux ouvrages

### Ouvrages littéraires
- Voyage au labyrinthe du jardin du roi, 1755.
- Les Filles-Femmes, parodie de L'Hypermnestre, 1758.
- Socrate : tragédie en cinq actes, Amsterdam : chez Marc-Michel Rey, 1764.
- La Cacomonade, 1766.

### Essais historiques et politiques
- Histoire du siècle d'Alexandre, Amsterdam, 1762.
- Le Fanatisme des philosophes, Londres et Abbeville, 1764.
- Histoire des révolutions de l'Empire romain, Paris, 1766, 2 vol.
- Histoire impartiale des Jésuites, 1768.
- L'Aveu sincère ou lettre à une mère sur les dangers que court la jeunesse en se livrant à un goût trop vif pour la littérature, Londres, 1768.
- Réponse aux docteurs modernes (..) avec la réfutation du système des philosophes économistes, 1771. Sans doute sa charge la plus violente à l'égard des physiocrates.
- Mémoires sur la Bastille et sur la détention de M. Linguet, écrits par lui-même, Londres, 1783.
- Examen des ouvrages de Voltaire considéré comme poète, comme prosateur, comme philosophe, Bruxelles, 1788.
- La France plus qu’Angloise (...) avec des Réflexions sur le danger imminent dont les entreprises de la Robe menacent la Nation et les Particuliers, Bruxelles, 1788.

### Mémoires judiciaires
- Mémoire a consulter et consultation.  pour les sieurs Moynel, Dumesniel de Saveuse, & Douville de Maillefeu, injustement impliqués dans l'affaire de la mutilation d'un crucifix, arrivée à Abbeville le 9 Août 1765, Paris, 1766
- Théorie des lois civiles, Londres, 1767.
- Réflexions de Me Linguet, avocat de la comtesse de Bethune, Paris, 1774.
- Mémoires et plaidoyers de M. Linguet, avocat à Paris,  Vols. 1–10, Liège, 1776; vol. 11, Amsterdam, 1776.

## Sources et bibliographie
- Daniel Baruch, Simon Nicolas Henri Linguet ou L'irrécupérable, Paris, 1991.
- Olivier Boura, Trompettes de Jéricho, introduction aux Mémoires sur la Bastille, Arléa, Paris, 2006.
- Brigitte Burmeister, « Les paradoxes de Linguet », Dix- huitième siècle, 7, 1975.
- (it) Ginevra Conti Odorisio, S.N.H. Linguet: dall' ancien ré gime alla rivoluzione, Milan, Giuffrè, 1976.
- Charles-Yves Cousin d'Avallon, Linguetiana, ou Recueil des principes, maximes, pensées de Linguet, Paris, 1801.
- Louis-Alexandre Devérité, Notice pour servir à l’histoire de la vie, et des écrits, de S. N. H. Linguet, Liège, 1782.
- Jean Cruppi, Un avocat journaliste au XVIIIe siècle: Linguet, Paris, publié par Hachette, 1895.
- François-Marie Gardaz, Essai sur la vie et les ouvrages de Linguet, Paris, 1809.
- Alain Garoux, « Simon Linguet: le philosophe, le sage, le politique et les Lumières. », in Laurent Bove, Colas Duflo, Le Philosophe, le Sage et le Politique. De Machiavel aux Lumières, Saint-Étienne, 2002, pp. 213-246.

- (en) Darline Gay Levy, The Ideas and Careers of Simon-Nicolas-Henri Linguet : A Study in Eighteenth-Century French Politics, University of Illinois Press, 1980.
- Harold Richard Goring Greaves, « The Political ideas of Linguet », Economica, 28, 1930.
- Benjamin Paskoff, Linguet. Eighteenth-century intellectual heretic of France, Smithtown : Exposition Press, 1983.
- (en) Jeremy Popkin, « The Pre-Revolutionary Origins of Political Journalism »,  in The French Revolution and the Creation of Modern Political Culture, Keith Michael Baker (ed.), vol. 1, pp. 203–223. Oxford, 1987.
- Jean Tulard, Jean-François Fayard et Alfred Fierro, Histoire et dictionnaire de la Révolution française. 1789–1799, Paris, éd. Robert Laffont, coll. « Bouquins », 1987, 1998 [détail des éditions] (ISBN 978-2-221-08850-0)